# Simon Asta
 (août 2025).
Simon Asta, né le 25 janvier 2001 à Augsbourg en Allemagne, est un footballeur allemand qui évolue au poste d'arrière droit à Greuther Fürth.

## Biographie

### En club
Né à Augsbourg en Allemagne, Simon Asta est formé par le club de sa ville natale, le FC Augsbourg. Il joue son premier match le 12 mai 2018, contre le SC Fribourg, lors de la dernière journée de la saison 2017-2018 de Bundesliga. Il entre en jeu à la place de Jan Morávek ce jour-là, et son équipe s'incline sur le score de deux buts à zéro,. Faisant ses débuts à 17 ans et 107 jours, il devient alors le sixième plus jeune joueur de l'histoire de la Bundesliga. Il est également le premier joueur né en 2001 à évoluer dans le championnat. Le 17 mai 2018, Asta signe son premier contrat professionnel avec le FC Augsbourg, valable jusqu'en juin 2020, avec une année en option.
Le 5 octobre 2020, Simon Asta rejoint Greuther Fürth, club évoluant alors en deuxième division allemande, et signe un contrat de deux ans soit jusqu'en juin 2022, avec une année supplémentaire en option. Il joue son premier match sous ses nouvelles couleurs le 19 décembre 2020 contre l'Eintracht Brunswick. Il est titularisé, et son équipe s'impose sur le score de trois buts à zéro ce jour-là.
Asta marque son premier but pour Greuther Fürth le 7 octobre 2022, lors d'une rencontre de championnat face au SSV Jahn Ratisbonne. Titulaire, il marque le but égalisateur de son équipe (2-2 score final).
Après 113 matchs avec le maillot de Greuther Fürth, Simon Asta rejoint le FC Kaiserslautern pour la saison 2025/2026 .

### En sélection
Simon Asta représente l'équipe d'Allemagne des moins de 18 ans de 2018 à 2019. Au total il fait six apparitions avec cette sélection.
Asta est également sélectionné avec les moins de 19 ans. Il joue six matchs avec cette sélection, tous en 2019.
Avec les moins de 20 ans, il joue un total de sept matchs et marque un but, entre 2020 et 2021.
Le 25 mars 2022, Simon Asta joue son premier match avec l'équipe d'Allemagne espoirs, contre la Lettonie. Il entre en jeu à la place de Josha Vagnoman et son équipe l'emporte (4-0 score final).

## Statistiques

### Statistiques détaillées
| Saison                | Club                  | Championnat           | Championnat | Championnat | Coupe(s) nationale(s) | Coupe(s) nationale(s) | Compétition(s) continentale(s) | Compétition(s) continentale(s) | Compétition(s) continentale(s) | Total | Total |
| Saison                | Club                  | Division              | M.          | B.          | M.                    | B.                    | Comp.                          | M.                             | B.                             | M.    | B.    |
| 2017-2018             | FC Augsbourg          | Bundesliga            | 1           | 0           | -                     | -                     | -                              | -                              | -                              | 1     | 0     |
| 2018-2019             | FC Augsbourg          | Bundesliga            | 1           | 0           | -                     | -                     | -                              | -                              | -                              | 1     | 0     |
| Sous-total            | Sous-total            | Sous-total            | 2           | 0           | -                     | -                     | -                              | -                              | -                              | 2     | 0     |
| 2020-2021             | Greuther Fürth        | 2. Bundesliga         | 5           | 0           | -                     | -                     | -                              | -                              | -                              | 5     | 0     |
| 2021-2022             | Greuther Fürth        | Bundesliga            | 13          | 0           | 1                     | 0                     | -                              | -                              | -                              | 14    | 0     |
| 2022-2023             | Greuther Fürth        | 2. Bundesliga         | 31          | 2           | 1                     | 0                     | -                              | -                              | -                              | 32    | 2     |
| 2023-2024             | Greuther Fürth        | 2. Bundesliga         | 19          | 1           | 2                     | 0                     | -                              | -                              | -                              | 21    | 1     |
| Sous-total            | Sous-total            | Sous-total            | 68          | 3           | 4                     | 0                     | -                              | -                              | -                              | 72    | 3     |
| Total sur la carrière | Total sur la carrière | Total sur la carrière | 70          | 3           | 4                     | 0                     | -                              | -                              | -                              | 74    | 3     |

## Palmarès

### En club
- SpVgg Greuther Fürth
  - 2. Bundesliga
    - Vice-Champion en 2021